# Gottfried Raestrup

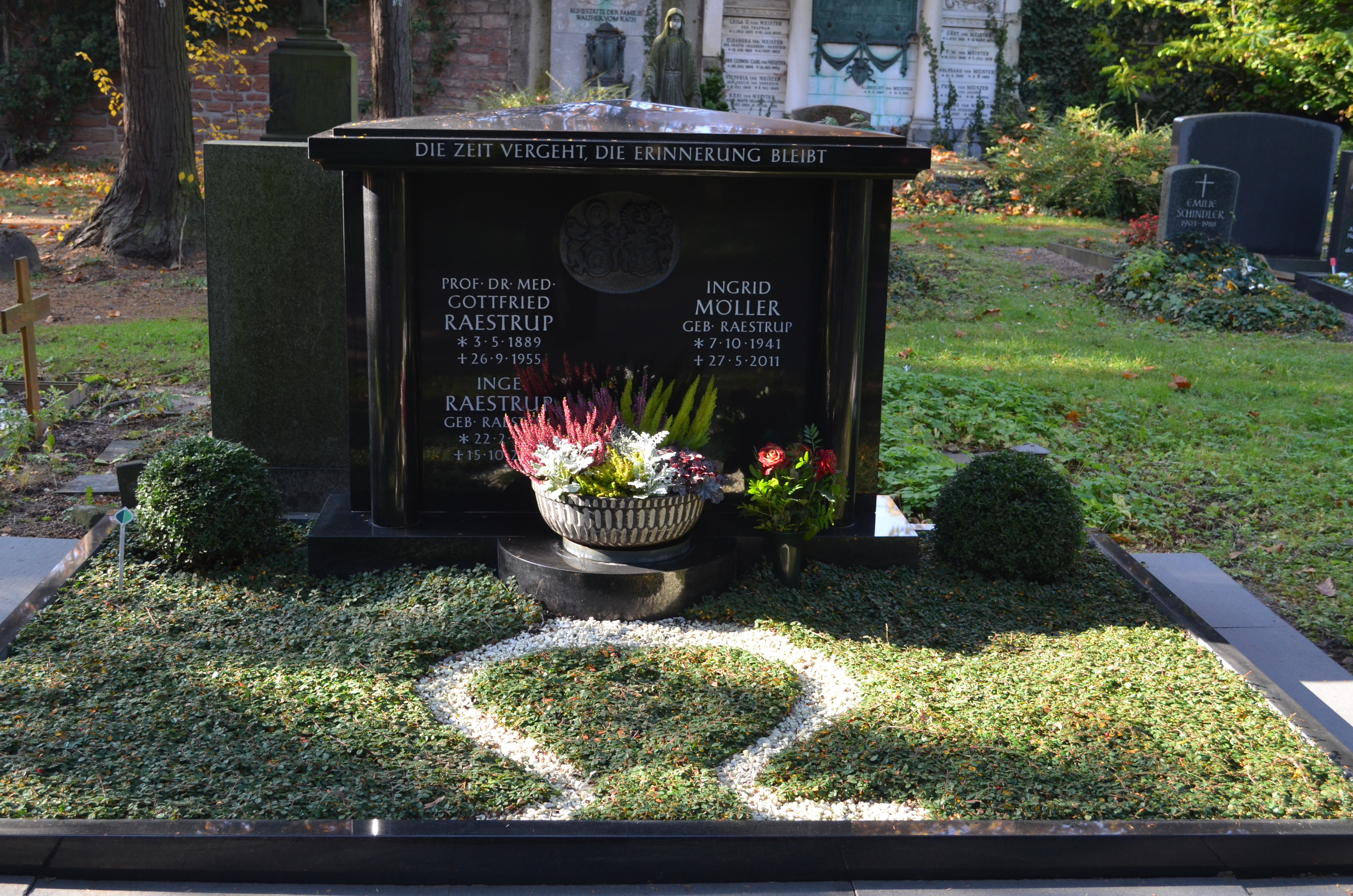
Grab Gottfried Raestrup auf dem Frankfurter Hauptfriedhof

Gottfried Georg Josef Raestrup (* 3. Mai 1889 in Borghorst; † 26. September 1955 in Frankfurt am Main) war ein deutscher Rechtsmediziner und Hochschullehrer.

## Leben
Gottfried Raestrup war der Sohn des Gutsbesitzers Adolf Raestrup. Er schloss 1911 an einem Gymnasium in Bocholt seine Schullaufbahn mit dem Abitur ab. Anschließend absolvierte er ein Medizinstudium an den Universitäten Marburg, Breslau, Münster, Kiel sowie Leipzig. Während seines Studiums wurde er Mitglied beim Verein Deutscher Studenten Marburg. Nach Beginn des Ersten Weltkrieges wurde er 1915 zur Armee einberufen. Er bestand 1916 das ärztliche Examen und war danach an der Westfront eingesetzt und wurde 1917 approbiert. Nach Entlassung aus französischer Kriegsgefangenschaft wurde er 1919 in Leipzig  zum Dr. med. promoviert. Von 1919 bis 1920 war er Assistent am pathologisch-anatomischen Institut des St.-Georg-Krankenhauses Leipzig und anschließend Assistent an der Universität Leipzig (1920 bis 1922 am pathologisch-anatomischen Institut und 1923 bis 1931 am Institut für gerichtliche Medizin). Er habilitierte sich 1927 in Leipzig und wurde dort zusätzlich als Privatdozent tätig.
Raestrup wurde 1931 auf den Lehrstuhl für Gerichtliche Medizin der Universität Frankfurt am Main berufen und wechselte von dort 1934 als Nachfolger des verstorbenen Richard Kockel an die Universität Leipzig, wo er zudem als Direktor das Institut für gerichtliche Medizin und Kriminalistik leitete.
Zur Zeit des Nationalsozialismus gehörte er der NSV, dem NS-Dozentenbund, dem NS-Reichskriegerbund und dem NS-Altherrenbund an. Er war nicht Mitglied der NSDAP. Er ließ sich nicht durch die Nationalsozialisten vereinnahmen und achtete auf eine „naturwissenschaftliche Ausrichtung der Gerichtsmedizin“.
Nach Ende des Zweiten Weltkrieges wurde er durch die Sowjetische Militäradministration verhaftet, da er 1943 ein Protokoll unterzeichnet hatte, in dem die sowjetische Täterschaft für das Massaker von Winniza festgestellt wurde. Aufgrund von „antisowjetischer Propaganda“ erhielt er am 22. April 1947 durch ein sowjetisches Militärtribunal eine sechsjährige Haftstrafe, die er im Speziallager Sachsenhausen verbrachte. Nach der Haftentlassung Ende Januar 1950 zog er in die Bundesrepublik Deutschland und wurde Mitte April 1950 persönlicher Ordinarius an der Universität Göttingen. Raestrup starb im September 1955 wenige Stunden nach einem Schlaganfall in einem Krankenhaus in Frankfurt am Main.

## Schriften (Auswahl)
- Zur Röntgendiagnose der osteoplastischen Knochenkarzinose, Leipzig 1919 (Dissertation)
- Untersuchungen über die Widerstandsfähigkeit der Leber gegen Gifte, Leipzig 1927 (Habilitationsschrift)
- Widerstandsfähigkeit der Leber gegen Gifte, Leipzig 1923.
- Mord durch Pistolenschuss. Kriminaltechnik, Berlin 1930.
- Die Blutgruppenkunde in der gerichtlichen Medizin, München 1932.